# Skin Diamond
Skin Diamond (ur. 18 lutego 1987 w Venturze) – amerykańska aktorka i reżyserka filmów pornograficznych, modelka, piosenkarka.

## Życiorys

### Wczesne lata
Urodziła się w Venturze w Kalifornii jako córka Alety i Rodda Christensena, aktora znanego z roli artysty malarza i muzyka Spencera z serialu dla dzieci BBC Balamory. Wychowywała się w Dunfermline w Szkocji z siostrą Heather. Uczęszczała do Carnegie College.

### Kariera
Z przemysłem filmów dla dorosłych związała się w 2009 roku. Pierwszą scenę nakręciła dla studia Burning Angel wraz z Joanną Angel i Jamesem Deenem. 
Pracowała jako modelka. W 2011 brała udział w kampaniach reklamowych dla firm American Apparel i Louis Vuitton, a w 2013 w sesji zdjęciowej Terry’ego Richardsona. 
Wystąpiła w teledysku do utworu rapera B.o.B „John Doe” (2013) i jako Dylan Quinn w serialu Showtime Niewolnica namiętności (Submission, 2016). Rysownik David W. Mack przedstawił ją jako Echo w miniserialu Marvel Comics Daredevil: Koniec dni (Daredevil: End of Days, 2012). 
W 2013 nagrała wideoklip z piosenką „Sex in a Slaughter House” dla Brazzers.
W 2014 roku zadebiutowała jako reżyserka produkcji Dollhouse dla studia Deviant Entertainment.
W lipcu 2014 trafiła do magazynu „Penthouse”.
W latach 2011–2017 pracowała dla Kink.com w scenach sadomasochistycznych, takich jak uległość, głębokie gardło, rimming, cunnilingus, kobieca ejakulacja, fisting analny i pochwowy, pegging, gang bang, bukkake, fetysz stóp, plucie i bicie. Były to serie Bound Gang Bangs, Device Bondage, Divine Bitches, ElectroSluts, Everything Butt, Foot Worship, Fucking Machines, Hardcore Gangbang, Hogtied, Public Disgrace, Sadistic Rope, Sex and Submission, Training Of O, Upper Floor, Whipped Ass, Wired Pussy z Derrickiem Pierce, Markiem Davisem, Jamesem Deenem, Ramónem Nomarem, Tonim Ribasem, Johnem Strongiem, Marco Banderasem, Princem Yahshuą, Mr. Pete, Xanderem Corvusem, Bruce’em Venture, Willem Jasperem, Daną DeArmond, Bobbi Starr, Nicki Hunter, Chanel Preston, Gią DiMarco, Gabriellą Paltrovą, Kristiną Rose, Francescą Le, Lorelei Lee, Princess Donną i Lylą Storm. 
We wrześniu 2013 była w związku z raperem Tygą.

## Filmografia
| Rok  | Tytuł                                                           | Rola        | Reżyser         |
| ---- | --------------------------------------------------------------- | ----------- | --------------- |
| 2016 | Evil Bong: High 5                                               | Poonisher 1 | Charles Band    |
| 2016 | Killjoy's Psycho Circus                                         | Dyna Myte   | John Lechago    |
| 2016 | Niewolnica namiętności (Submission, serial telewizyjny, odc. 6) | Dylan Quinn | Jacky St. James |

## Nagrody
| Rok  | Nagroda          | Kategoria | Film                                                                     | Inni wykonawcy                                                                 |
| ---- | ---------------- | --- | ------------------------------------------------------------------------ | ------------------------------------------------------------------------------ |
| 2012 | Urban X Award    | Wykonawczyni roku                                                                                            | –                                                                        | –                                                                              |
| 2013 | Spank Bank Award | Zaciskana szalona cipka                                                                                      | –                                                                        | –                                                                              |
| 2014 | Inked Awards     | Wykonawczyni roku                                                                                            | –                                                                        | –                                                                              |
| 2014 | AVN Award        | Najlepsza scena seksu podwójnej penetracji                                                                   | Skin (2012)                                                              | Marco Banderas i Prince Yahshua                                                |
| 2014 | AVN Award        | Najlepsza scena seksu oralnego                                                                               | Skin (2012)                                                              | Alex Gonz, Filthy Rich, Hooks, Jason Brown i Julius Ceazher                    |
| 2015 | AVN Award        | Najlepsza scena seksu analnego                                                                               | Rocco’s Coming in America (2013)                                         | Rocco Siffredi                                                                 |
| 2015 | Inked Award      | Najlepsza scena grupowa                                                                                      | All About That Orgy (2014)                                               | Mick Blue, Kleio Valentien, Joanna Angel, Natalia Marie, James Deen i Mr. Pete |
| 2021 | AVN Award        | Przedsięwzięcie roku głównego nurtu udział w teledyskach rapera G-Eazy - „Still Be Friends” / „Moana” (2020) | –                                                                        | –                                                                              |
| 2022 | AVN Award        | Najlepsza scena seksu oralnego                                                                               | Oral Queens Riley Reid and Skin Diamond Give Spit Filled Sloppy B (2021) | Riley Reid i Winston Burbank                                                   |
| 2024 | Urban X Award    | Hall of Fame (Aleja Sław)                                                                                    | –                                                                        | –                                                                              |